# جزيرة النخيل

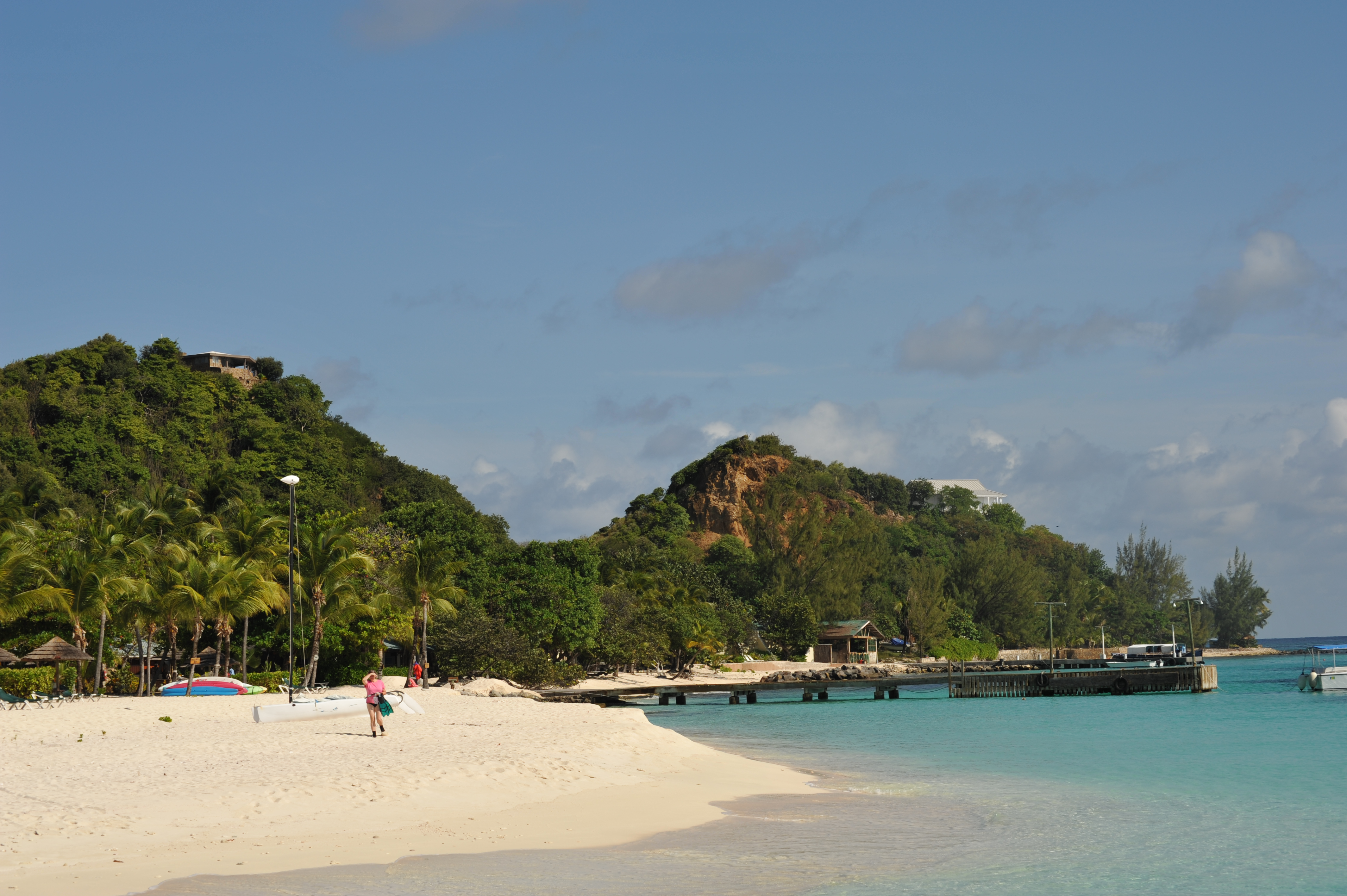
جزيرة النخيل

جزيرة النخيل في جزر غرينادين هي جزيرة صغيرة على بعد ميل من جزيرة الاتحاد، ولا يمكن الوصول إليها إلا عن طريق القوارب. وتبلغ مساحتها 135 فدان (0.55 كم2) ولديها خمسة شواطئ.[بحاجة لمصدر]
في الأصل معروفة باسم جزيرة الخوخ، وحصلت على اسمها الحالي كجزيرة النخلة عندما أصحابها السابقين، الراحل جون كالدويل ("جوني جوز الهند") وزوجته ماري، زرعوا مئات من أشجار جوز الهند، وحولوها من مكان مهجور وملئ بالمستنقعات، والبعوض التي تنتشر فيها الجزيرة إلى جزيرة مليئة بالنخيل. تمت التضحية بمهبط الطائرات لزراعة المزيد من أشجار النخيل بعد ان تم بناء 752 متر (2467 قدم) مهبط ملموس على مقربة من جزيرة الاتحاد ولكن التعميم بناء على مراقبة الحركة الجوية يبقى على الرغم من أنه يستخدم الآن باسم دار حضانة لأشجار النخيل الصغيرة.
جزيرة النخيل هي الآن موطن منتجع جزيرة النخلة وعشرين من الفيلات تستخدم كعطلة خاصة. هناك نوعان من المطاعم (مطعم النخيل الملكي وشواية الغروب) بالإضافة إلى بارين، ومنتجع صحي، وحمام سباحة وصالة ألعاب رياضية ومكتبة وملعب تنس وغرفة تلفزيون وإنترنت بالإضافة إلى مرافق أخرى للضيوف. وعادة ما يستقبل المنتجع فقط ثمانون من الضيوف.
تم استصلاح مسار الجزيرة للجولف بحلول الموائل الطبيعية في حين أن الجزيرة نفسها الآن ملاذا للحياة البرية وخلال عام 2015، تم إدخال 125 من السلاحف البرية لتحل محل عدد صغير من السكان التي كانت جرفتها إعصار إيفان في عام 2004. وإن لم يكن السكان الأصليين الغطاء النباتي هو أقرب إلى جزيرة الاتحاد حيث أنها المصدر ويتم اطلاق سراحهم من أقفاص الحضانة بعد وقت قصير لنمو حجمها.
غيرها من الحيوانات البرية هي وسرطان البحر والأرض والسلاحف البحرية القادمة إلى الشاطئ لتضع بيضها ولكن مسارات نادرة وعادة ما تكون المؤشر الوحيد أنهم زاروا. يوفر الجزيرة أيضا مسكن للحمام، الحمائم، البلاكبيرد، الطيور المحاكية الاستوائية، الطيطوي، الأزرق والمتوج طيور مالك الحزين والهمهمة الطيور. بالإضافة إلى طيور الشماط، النوارس الضحك والطيور الفرقاطة التي تملئ السماء.